# Karl-Heinz Witzke
Karl-Heinz Witzke (* 1938) ist ein ehemaliger deutscher Diplomat. Er war Botschafter der DDR in Mali, in Mauretanien, in Burkina Faso und im Niger.

## Leben
Witzke absolvierte eine Lehre zum Stahlschiffbauer und arbeitete bis 1959 in diesem Beruf. Von 1959 bis 1962 studierte er an der Karl-Marx-Universität Leipzig mit Abschluss als Diplomlehrer. 1963/1964 war er als wissenschaftlicher Assistent an der Friedrich-Schiller-Universität Jena und 1964/1965 als Lehrer an der Bezirksparteischule der SED Cottbus tätig. Zwischen 1965 und 1967 absolvierte er ein postgraduales Studium der Außenpolitik an der Deutschen Akademie für Staats- und Rechtswissenschaft in Potsdam-Babelsberg.
Seit 1968 arbeitete Witzke für das Ministerium für Auswärtige Angelegenheiten der DDR (MfAA). 1968/69 war er Attaché an der Botschaft der DDR in Hanoi. Von 1969 bis 1971 wissenschaftlicher Mitarbeiter bei einem der stellvertretenden Außenminister der DDR. Von 1971 bis 1976 war er stellvertretender Leiter (Konsul) am Generalkonsulat der DDR in Leningrad. Von 1976 bis 1981 wirkte er als Sektorenleiter in der Hauptabteilung Information/Dokumentation im MfAA. Von 1981 bis 1984 war er Erster Sekretär an der Botschaft der DDR in Rabat (Marokko). Von 1985 bis 1989 war Witzke Botschafter der DDR in der malischen Hauptstadt Bamako und von dort zweitakkreditiert in Mauretanien, ab 1987 auch in Burkina Faso und ab 1988 auch im Niger. 1989/90 fungierte er als Sektorenleiter in der Abteilung Nord- und Westafrika im MfAA.
Witzke war Mitglied der Sozialistischen Einheitspartei Deutschlands.